# Championnat de Belgique de football 2006-2007
Navigation
Saison précédente Saison suivante
Le championnat de Belgique de football 2006-2007 est la 104e saison du championnat de première division belge. Le championnat oppose 18 équipes en matches aller-retour.
Trois équipes se démarquent en début de saison : le Sporting Anderlecht, champion sortant, le Racing Genk et le FC Bruges. Le Standard de Liège rate complètement son début de championnat et se retrouve très vite distancé, ce qui mènera au licenciement de Johan Boskamp après seulement quatre journées. À la mi-saison, Genk occupe la première place mais Anderlecht réalise un second tour impressionnant et dépasse les limbourgeois à quelques matches de la fin, pour s'assurer du titre lors de l'avant-dernière journée de compétition. Le Standard est bien revenu dans la course et termine à la troisième place. Par contre, le Club de Bruges s'effondre complètement, ce qui coûtera sa place à l'entraîneur Emilio Ferrera. L'équipe termine seulement sixième et doit se consoler avec la Coupe de Belgique, remportée face au Standard.
À l'autre bout du classement, le Lierse, qui n'avait assuré son maintien que via le tour final la saison précédente, réalise un premier tour catastrophique et ne remporte sa première victoire que lors de la 17e journée de championnat. Il compte alors dix points de retard sur l'avant-dernier, Beveren. Le club lierrois joue un meilleur second tour, toutefois insuffisant que pour espérer le maintien direct. À deux rencontres de la fin de la saison, le Lierse et Beveren sont mathématiquement condamnés aux deux dernières places. Lors de la dernière journée, le Lierse parvient à dépasser in extremis son rival pour éviter la relégation directe et disputer à nouveau le tour final de Division 2. Mais contrairement à la saison passée, le club ne parvient pas à assurer son maintien et doit quitter l'élite. Pour Beveren, c'est une relégation définitive, le club ne parviendra plus à remonter parmi l'élite et n'alignera plus d'équipe masculine à partir de 2010.

## Clubs participants
Dix-huit clubs prennent part à ce championnat, soit autant que lors de l'édition précédente. Ceux dont le matricule est indiqué en gras existent toujours aujourd'hui.
| #  | Nom                                                    | Mat. | Ville                | Stades                      | Entraîneur         | En D1 depuis (série) | Total en D1 | Saison précédente |
| -- | ------------------------------------------------------ | ---- | -------------------- | --------------------------- | ------------------ | -------------------- | ----------- | ----------------- |
| 1  | Royal Sporting Club Anderlecht                         | 35   | Anderlecht           | Stade Constant Vanden Stock | Franky Vercauteren | 1935-1936 (70e)      | 76e         | 1er               |
| 2  | Koninklijke Football Club Germinal Beerschot Antwerpen | 3530 | Anvers               | Kiel                        | Marc Brys          | 1989-1990 (18e)      | 18e         | 6e                |
| 3  | Koninklijke Sportkring Beveren                         | 2300 | Beveren              | Freethielstadion            | Walter Meeuws      | 1997-1998 (10e)      | 46e         | 16e               |
| 4  | Cercle Brugge Koninklijke Sportvereniging              | 12   | Bruges               | Olympiastadion              | Harm van Veldhoven | 2003-2004 (4e)       | 73e         | 14e               |
| 5  | Club Brugge Koninklijke Voetbalvereniging              | 3    | Bruges               | Olympiastadion              | Emilio Ferrera     | 1959-1960 (48e)      | 85e         | 3e                |
| 6  | Royal Charleroi Sporting Club                          | 22   | Charleroi            | Stade du Mambourg           | Jacky Mathijssen   | 1985-1986 (22e)      | 43e         | 11e               |
| 7  | Koninklijke Racing Club Genk                           | 322  | Genk                 | Fenixstadion                | Hugo Broos         | 1996-1997 (11e)      | 25e         | 5e                |
| 8  | Koninklijke Atletieke Associatie Gent                  | 7    | Gand                 | Jules Ottenstadion          | Georges Leekens    | 1989-1990 (18e)      | 68e         | 4e                |
| 9  | Royal Standard de Liège                                | 16   | Sclessin             | Stade de Sclessin           | Johan Boskamp      | 1921-1922 (83e)      | 88e         | 2e                |
| 10 | Koninklijke Lierse Sportkring                          | 30   | Lierre               | Herman Vanderpoortenstadion | René Trost         | 1988-1989 (19e)      | 70e         | 17e               |
| 11 | Koninklijke Sporting Club Lokeren Oost-Vlaanderen      | 282  | Lokeren              | Daknamstadion               | Ariël Jacobs       | 1996-1997 (11e)      | 30e         | 8e                |
| 12 | Football Club Molenbeek Brussels                       | 1936 | Molenbeek-Saint-Jean | Stade Edmond Machtens       | Albert Cartier     | 2004-2005 (3e)       | 3e          | 10e               |
| 13 | Royal Albert Elisabeth Club de Mons                    | 44   | Mons                 | Stade Charles Tondreau      | José Riga          | 2006-2007 (1re)      | 4e          | Division 2 : 1er  |
| 14 | Royal Excelsior Mouscron                               | 224  | Mouscron             | Le Canonnier                | Gil Vandenbrouck   | 1996-1997 (11e)      | 11e         | 13e               |
| 15 | Koninklijke Sportvereniging Roeselaere                 | 134  | Roulers              | Schierveldestadion          | Dirk Geeraerd      | 2005-2006 (2e)       | 2e          | 12e               |
| 16 | Koninklijke Sint-Truidense Voetbalverening             | 373  | Saint-Trond          | Stayenveld                  | Thomas Caers       | 1994-1995 (13e)      | 34e         | 15e               |
| 17 | Koninklijke Voetbalclub Westerlo                       | 2024 | Westerlo             | Het Kuipje                  | Herman Helleputte  | 1997-1998 (10e)      | 10e         | 9e                |
| 18 | Sportvereniging Zulte Waregem                          | 5381 | Waregem              | Regenboogstadion            | Francky Dury       | 2005-2006 (2e)       | 2e          | 7e                |

### Localisation des clubs
| GBA Lierse SK KVC Westerlo AA Gent KSC Lokeren KSK Beveren FC Bruges CS Bruges Zulte Waregem Roeselare RSC Anderlecht FC Brussels Sint-Truidense VV KRC Genk Charleroi Mouscron Mons Standard de Liège |

## Résultats et classements

### Résultats des rencontres
Avec dix-huit clubs engagés, 306 matches sont au programme de la saison.
| Résultats (▼dom., ►ext.)                                   | AND | GBA | BEV | CSB | FCB | CHA | RCG | AAG | LIE | LOK | MOL | MON | MOU | ROE | STT | STA | WES | ZWA |
| R. SC Anderlecht                                           |     | 1-0 | 8-1 | 2-0 | 1-0 | 3-2 | 1-4 | 1-0 | 2-0 | 2-0 | 6-0 | 4-1 | 2-1 | 3-2 | 2-0 | 1-0 | 1-0 | 0-0 |
| K. FC GB Antwerpen                                         | 1-3 |     | 1-0 | 1-0 | 4-0 | 1-1 | 2-1 | 0-3 | 2-3 | 1-2 | 3-0 | 2-1 | 6-2 | 3-0 | 3-2 | 1-3 | 0-0 | 1-1 |
| K. SK Beveren                                              | 1-1 | 1-1 |     | 1-1 | 0-2 | 2-2 | 0-5 | 1-0 | 1-1 | 3-2 | 2-2 | 0-0 | 3-1 | 2-2 | 1-2 | 0-3 | 0-3 | 1-0 |
| Cercle Brugge K. SV                                        | 0-1 | 1-2 | 2-2 |     | 1-0 | 0-0 | 0-1 | 0-1 | 2-1 | 0-0 | 1-0 | 3-0 | 2-1 | 1-1 | 0-1 | 0-2 | 4-1 | 2-0 |
| Club Brugge KV                                             | 2-2 | 1-0 | 2-0 | 3-3 |     | 2-0 | 0-1 | 5-0 | 4-0 | 2-2 | 4-1 | 0-0 | 5-1 | 0-1 | 1-0 | 4-4 | 2-0 | 4-1 |
| R. Charleroi SC                                            | 1-1 | 3-3 | 2-1 | 2-1 | 1-1 |     | 4-1 | 1-0 | 0-0 | 4-3 | 1-0 | 1-0 | 1-0 | 2-1 | 2-1 | 2-5 | 1-2 | 2-1 |
| K. RC Genk                                                 | 1-1 | 4-0 | 1-0 | 3-0 | 0-0 | 0-2 |     | 3-1 | 3-0 | 1-0 | 3-1 | 5-1 | 3-2 | 3-0 | 2-0 | 1-1 | 3-1 | 3-1 |
| K. AA Gent                                                 | 2-1 | 1-2 | 2-1 | 0-2 | 0-0 | 2-1 | 1-3 |     | 4-0 | 3-1 | 3-3 | 4-1 | 1-3 | 2-0 | 3-1 | 2-1 | 2-0 | 1-1 |
| K. Lierse SK                                               | 1-4 | 2-3 | 0-1 | 0-2 | 1-2 | 2-1 | 0-3 | 1-4 |     | 1-0 | 0-1 | 0-0 | 3-3 | 3-1 | 0-0 | 1-3 | 1-1 | 1-0 |
| K. SC Lokeren O.-V.                                        | 1-1 | 0-0 | 2-0 | 2-0 | 3-2 | 0-0 | 0-1 | 1-1 | 1-4 |     | 0-0 | 0-2 | 1-1 | 1-1 | 1-1 | 2-1 | 1-1 | 0-2 |
| FC Molenbeek-Brussels                                      | 0-1 | 1-2 | 2-0 | 0-0 | 1-1 | 0-2 | 3-1 | 1-1 | 2-1 | 0-0 |     | 1-0 | 1-1 | 6-2 | 2-2 | 0-3 | 0-1 | 2-0 |
| R. AEC de Mons                                             | 3-1 | 2-1 | 1-0 | 1-0 | 1-0 | 1-2 | 5-0 | 0-1 | 1-1 | 1-0 | 1-1 |     | 1-0 | 6-1 | 2-0 | 2-3 | 1-1 | 0-0 |
| R. Excelsior Mouscron                                      | 1-1 | 1-0 | 4-2 | 2-1 | 2-1 | 2-1 | 2-2 | 0-3 | 2-2 | 1-1 | 2-2 | 2-2 |     | 2-2 | 1-0 | 2-0 | 4-0 | 3-0 |
| K. SV Roeselaere                                           | 0-5 | 1-1 | 2-1 | 1-0 | 3-2 | 1-3 | 3-3 | 1-3 | 2-0 | 2-2 | 1-1 | 2-1 | 2-1 |     | 3-2 | 2-3 | 2-0 | 3-1 |
| K. Sint-Truidense VV                                       | 2-4 | 2-0 | 3-2 | 2-0 | 2-3 | 1-1 | 1-2 | 0-1 | 4-0 | 1-0 | 2-2 | 1-0 | 1-1 | 1-1 |     | 0-3 | 0-2 | 2-2 |
| R. Standard de Liège                                       | 0-0 | 2-2 | 0-0 | 1-0 | 1-0 | 1-2 | 2-1 | 0-1 | 3-2 | 3-1 | 2-1 | 1-0 | 2-0 | 2-1 | 1-2 |     | 3-0 | 1-1 |
| K. VC Westerlo                                             | 3-4 | 1-1 | 2-0 | 0-0 | 1-2 | 0-1 | 0-1 | 1-1 | 2-0 | 4-1 | 1-1 | 2-1 | 1-0 | 2-1 | 1-0 | 1-1 |     | 4-2 |
| SV Zulte Waregem                                           | 0-4 | 0-2 | 2-1 | 1-2 | 2-1 | 1-0 | 2-2 | 3-2 | 2-1 | 1-1 | 0-1 | 1-2 | 0-0 | 4-2 | 3-0 | 3-1 | 2-2 |     |
| - Victoire à domicile - Match nul - Victoire à l'extérieur |     |     |     |     |     |     |     |     |     |     |     |     |     |     |     |     |     |     |

### Classement final
| Rang | Équipe                | Pts | J  | G  | N  | P  | Bp | Bc | Diff |
| ---- | --------------------- | --- | -- | -- | -- | -- | -- | -- | ---- |
| 1    | R. SC ANDERLECHT T S  | 77  | 34 | 23 | 8  | 3  | 75 | 30 | +45  |
| 2    | K. RC Genk            | 72  | 34 | 22 | 6  | 6  | 71 | 37 | +34  |
| 3    | R. Standard de Liège  | 64  | 34 | 19 | 7  | 8  | 62 | 38 | +24  |
| 4    | K. AA Gent            | 60  | 34 | 18 | 6  | 10 | 56 | 40 | +16  |
| 5    | R. Charleroi SC       | 60  | 34 | 17 | 9  | 8  | 51 | 40 | +11  |
| 6    | Club Brugge KV C      | 51  | 34 | 14 | 9  | 11 | 58 | 40 | +18  |
| 7    | K. FC GB Antwerpen    | 51  | 34 | 14 | 9  | 11 | 52 | 46 | +6   |
| 8    | K. VC Westerlo        | 46  | 34 | 12 | 10 | 12 | 41 | 44 | -3   |
| 9    | R. AEC de Mons        | 44  | 34 | 12 | 8  | 14 | 41 | 41 | 0    |
| 10   | R. Excelsior Mouscron | 42  | 32 | 10 | 12 | 12 | 51 | 55 | -4   |
| 11   | K. SV Roeselaere      | 39  | 34 | 10 | 9  | 15 | 50 | 72 | -22  |
| 12   | Cercle Brugge K. SV   | 38  | 34 | 10 | 8  | 16 | 31 | 36 | -5   |
| 13   | FC Molenbeek Brussels | 38  | 34 | 8  | 14 | 12 | 39 | 50 | -11  |
| 14   | SV Zulte Waregem      | 37  | 34 | 9  | 10 | 15 | 40 | 54 | -14  |
| 15   | K. Sint-Truidense VV  | 35  | 34 | 9  | 8  | 17 | 39 | 52 | -13  |
| 16   | K. SC Lokeren O.-V.   | 30  | 34 | 5  | 15 | 14 | 32 | 48 | -16  |
| 17   | K. Lierse SK          | 26  | 34 | 6  | 8  | 20 | 33 | 66 | -33  |
| 18   | K. SK Beveren         | 25  | 34 | 5  | 10 | 19 | 31 | 64 | -33  |

Légende
- Champion de Belgique 2007 et qualifié pour la « Ligue des champions » la saison suivante
- Club qualifié pour la « Ligue des champions » la saison suivante
- Club qualifié pour la « Coupe UEFA » la saison suivante
- Club qualifié pour la « Coupe Intertoto » la saison suivante
- Club devant disputer le tour final de Division 2
- Club relégué en Division 2 pour la saison suivante

Abréviations
T : Tenant du titre 2006

C : Vainqueur de la Coupe de Belgique 2006-2007

S : Vainqueur de la Supercoupe de Belgique 2006

 : club promu de « Division 2 » depuis la saison précédente

### Meilleur buteur
François Sterchele (K. FC GB Antwerpen) avec 21 goals. Il est le 55e joueur belge à être sacré meilleur buteur du championnat.

#### Classement des buteurs
Le tableau ci-dessous reprend les seize meilleurs buteurs du championnat, soit les joueurs ayant inscrit dix buts ou plus durant la saison.
| #   | Pays | Joueur             | Club                  | Buts | Matches joués |
| --- | ---- | ------------------ | --------------------- | ---- | ------------- |
| 1.  |      | François Sterchele | K. FC GB Antwerpen    | 21   | 32            |
| 2.  |      | Mohammed Tchité    | R. SC Anderlecht      | 20   | 29            |
| =.  |      | Patrick Ogunsoto   | K. VC Westerlo        | 20   | 34            |
| 4.  |      | Adnan Čustović     | R. Excelsior Mouscron | 18   | 31            |
| 5.  |      | Adékanmi Olufadé   | K. AA Gent            | 16   | 27            |
| =.  |      | Boško Balaban      | Club Brugge KV        | 16   | 29            |
| 7.  |      | Nicolás Frutos     | R. SC Anderlecht      | 15   | 24            |
| 8.  |      | Milan Jovanović    | R. Standard de Liège  | 14   | 29            |
| 9.  |      | Ahmed Hassan       | R. SC Anderlecht      | 12   | 30            |
| 10. |      | Kevin Vandenbergh  | K. RC Genk            | 11   | 25            |
| =.  |      | Goran Ljubojević   | K. RC Genk            | 11   | 27            |
| =.  |      | Mahamadou Dissa    | K. SK Beveren         | 11   | 31            |
| =.  |      | Mohamed Dahmane    | R. AEC de Mons        | 11   | 32            |
| 14. |      | Peter Van Houdt    | K. Sint-Truidense VV  | 10   | 27            |
| =.  |      | Dominic Foley      | K. AA Gent            | 10   | 30            |
| =.  |      | Tim Matthys        | SV Zulte Waregem      | 10   | 33            |

## Récapitulatif de la saison
- Champion : R. SC Anderlecht (29e titre)
- Première équipe à remporter 29 titres de champion de Belgique
- 51e titre pour la province de Brabant.

| Région flamande (12)            | Région flamande (12) | Province de Brabant (2)      | Province de Brabant (2) | Région wallonne (4)    | Région wallonne (4) |
| ------------------------------- | -------------------- | ---------------------------- | ----------------------- | ---------------------- | ------------------- |
| Province d'Anvers               | 3                    | Région de Bruxelles-Capitale | 2                       | Province de Hainaut    | 3                   |
| Province de Flandre-Occidentale | 4                    | Province du Brabant flamand  | 0                       | Province de Liège      | 1                   |
| Province de Flandre-Orientale   | 3                    | Province du Brabant wallon   | 0                       | Province de Luxembourg | 0                   |
| Province de Limbourg            | 2                    |                              |                         | Province de Namur      | 0                   |

1. ↑  Au niveau footballistique, la province de Brabant est toujours unitaire malgré sa partition territoriale en 1995.

### Admission et relégation
Le K. SK Beveren termine à la dernière place et est directement relégué en deuxième division. Le K. Lierse SK termine avant-dernier et doit disputer le tour final de Division 2 pour assurer son maintien. Il termine troisième de cette compétition et descend donc également en deuxième division. Ils sont remplacés par le FCV Dender EH, champion de Division 2, et le Yellow Red KV Mechelen, vainqueur du tour final.

### Bilan de la saison
| Championnat de Belgique de football 2006-2007 |                                                    |
| Champion                                      | R. SC Anderlecht (29e titre)                       |
| Dauphin                                       | K. RC Genk                                         |
| Coupes et trophées                            |                                                    |
| Vainqueur de la Coupe de Belgique 2006-2007   | Club Brugge KV                                     |
| Vainqueur de la Supercoupe de Belgique 2006   | R. SC Anderlecht                                   |
| Qualifications continentales                  |                                                    |
| Ligue des champions de l'UEFA 2007-2008       | R. SC Anderlecht (Troisième tour de qualification) |
| Ligue des champions de l'UEFA 2007-2008       | K. RC Genk (Deuxième tour de qualification)        |
| Coupe UEFA 2007-2008                          | Club Brugge KV (Premier tour)                      |
| Coupe UEFA 2007-2008                          | R. Standard de Liège (Second tour préliminaire)    |
| Coupe Intertoto 2007                          | K. AA Gent (Deuxième tour)                         |
| Promotions et relégations                     |                                                    |
| Promus en Division 1                          | FCV Dender EH                                      |
| Promus en Division 1                          | Yellow Red KV Mechelen                             |
| Relégués en Division 2                        | K. SK Beveren                                      |
| Relégués en Division 2                        | K. Lierse SK                                       |